# 土居原作郎
𡈽居原 作郎（どいはら さくお、1935年 - ）は、日本のテレビプロデューサー、ディレクター。元NHK大阪放送局チーフプロデューサー。大阪芸術大学客員教授。兵庫県出身。姓の「土」の字は、「土」の右上に点「｀」がつく（𡈽）。
2022年12月11日　86歳で死去

## 来歴
1935年兵庫県芦屋市に生まれる。1957年関西学院大学を卒業。同年4月にNHKに入局。以後、NHK大阪放送局で35年間多くのテレビドラマを制作する。連続テレビ小説「鮎のうた」、「心はいつもラムネ色」、「はっさい先生」などを手掛ける。「炎熱商人」で第39回文化庁芸術祭優秀賞と、ギャラクシー賞（テレビドラマ部門、年度最高賞）を受賞。
大阪放送局芸能部担当部長、視聴者広報センター長、企画総務室広報部長などを歴任し1992年3月退職し、4月に大阪芸術大学の芸術計画学科長に就任した。2001年には舞台芸術学科長に就任、多くの演劇人を育成する。
また、ドラマのロケ地との交流から、地域づくりのイベントに数多くかかわっている。昔からある天神橋筋商店街の応援団の発起人のひとり（NPO法人・天神天満町街トラスト副代表理事）として、市民から進める「街づくり」を応援している。大阪に落語の常打ち小屋天満天神繁昌亭を復活させた仕掛け人の一人。

## 作品リスト
すべてNHK作品である。

### 演出
- チコちゃん日記（1965年-1966年）
- けったいな人びと（1973年-1974年）
- 言うたら何やけど（1974年）

### 制作プロデューサー
- あまくちからくち（1971年-1972年） - 制作デスク
- あおによし（1972年-1973年） - 制作
- 花ぐるま（1974年） - 初チーフプロデューサー作品
- 丼池太閤記（1977年）
- 連続テレビ小説「鮎のうた」（1979年-1980年）
- ドラマ人間模様「万葉の娘たち」（1981年）
- いのち燃ゆ（1981年）
- なにわの源蔵事件帳（1981年-1982年）
- ドラマ人間模様「とおりゃんせ」（1981年）
- 壬生の恋歌（1983年）
- 連続テレビ小説「心はいつもラムネ色」（1984年-1985年）
- 炎熱商人（1984年・1985年） - 第39回文化庁芸術祭優秀賞受賞 / 第22回ギャラクシー賞選奨受賞
- 連続テレビ小説「はっさい先生」（1987年-1988年）

## 著書
- 関西のテレビドラマ史（上方芸能出版センター、1995年7月、ISBN 4-8885-3008-4）
- 厳選 大阪の居酒屋80選（編著 / 風媒社、1998年3月、ISBN 4-8331-0063-0）
- 大阪とっておきの酒場 大阪の居酒屋part2（編著 / 風媒社、1998年12月、ISBN 4-8331-0071-1）